# Geoffrey Lower
Geoffrey Lower (né le 19 mars 1963  à Casper, dans le Wyoming) est un acteur américain.

## Biographie
Geoffrey Lower est connu pour avoir joué le révérend Timothy Johnson dans la série télévisée Docteur Quinn, femme médecin.
Il a également interprété Alan, le petit ami de Monica, dans l'épisode 3 de la première saison de la sitcom Friends.

## Filmographie
1993-1998 : rôle du révérend dans la série Docteur Quinn, femme médecin
1994 : Alan, dans Friends, épisode 3 de la saison 1, petit ami de Monica